# Olga Akopyan
Olga Sergeyevna Akopyan (Volgogrado, 4 de março de 1985) é uma handebolista profissional russa, campeã olímpica.

## Carreira
Olga Akopyan fez parte do elenco medalha de ouro na Rio 2016.